# Строительство третьей очереди космодрома «Восточный»
Строительство третьей очереди космодрома «Восточный» для ракет-носителей среднего класса «Амур-СПГ» должно начаться в 2022 году, сразу после окончания работ над пусковой площадкой для тяжёлых ракет-носителей «Ангара-А5», и завершиться в 2025—2026 гг.
Ранее также в рамках строительства третьей очереди планировалось создать пусковой стол для РН Союз-5 и Союз-6 и с него же запускать сверхтяжёлые «Енисей» и «Дон», однако позже в 2020 году в целях безопасности было рекомендовано строить для РН сверхтяжёлого класса отдельный стол, а в 2021 году строительство стола в рамках третьей очереди было отменено из за приостановки программы разработки сверхтяжёлого носителя.

## Предприятия, участвующие в строительстве
- Генеральный подрядчик — ?
- ЦЭНКИ в кооперации с российскими предприятиями, которые ранее были задействованы в строительстве Плесецка, Байконура, а также первой и второй очереди Восточного, — изготовление технологического оборудования.

## Ход строительства

### Подготовительный этап (2016—2022 гг.)
- 17 мая 2016 года глава РКК «Энергия» Владимир Солнцев сообщил СМИ, что создание на космодроме Восточный стартового стола для сверхтяжёлой ракеты-носителя потребует не менее десяти лет[3].
- 28 октября 2016 года вице-премьер РФ Дмитрий Рогозин на встрече с молодыми учёными и студентами сообщил, что строительство третьего стартового комплекса под ракету-носитель сверхтяжёлого класса начнется на космодроме Восточный после 2023 года[4].
- 29 ноября 2016 года заместитель гендиректора ЦЭНКИ Игорь Бармин сообщил СМИ, что космодром Восточный после завершения строительства сможет обеспечивать до четырёх запусков ракет-носителей сверхтяжёлого класса в год[5].
- 22 мая 2017 года президент Владимир Путин на совещании, посвященном перспективам развития ракетно-космической отрасли, потребовал ускорить разработку сверхтяжёлой ракеты-носителя[6].
- 2 июня 2017 года глава Роскосмоса Игорь Комаров заявил, что стартовый комплекс для сверхтяжёлой ракеты на космодроме Восточный планируется построить до 2030 года[7]. Строительство должно начаться сразу после завершения работ над стартовым столом для «Ангары».
- 8 июня 2017 года источник в ракетно-космической отрасли сообщил СМИ, что строительство стартового стола для сверхтяжёлой ракеты планируется закончить в 2027 году. Стартовый стол для сверхтяжёлой ракеты будет построен по принципам, реализованным для ракеты-носителя «Энергия» на Байконуре (площадка № 250). Это будет универсальный комплекс стенд-старт, с которого смогут стартовать как ракеты-носители «Союз-5» среднего класса, так и соединение из двух, трёх и пяти таких ракет (аналогично соединению ракет семейства «Ангара» с использованием одного, трёх и пяти блоков для конструирования ракет разной грузоподъемности). Именно принцип объединения пяти ракет положен в основу новой сверхтяжёлой ракеты[8].
- 24 июля 2017 года на сайте госзакупок была опубликована конкурсная документация, согласно которой подготовка проектной документации по инфраструктуре для сверхтяжёлой ракеты-носителя и ракеты среднего класса (Союз-5) для запусков пилотируемых кораблей будет вестись в период 2024—2025 гг., строительство начнется в 2026 году и завершится вводом в эксплуатацию в 2030 году[9]. Комплекс для сверхтяжелой ракеты должен включать монтажно-испытательный корпус высотой 118 метров, зал испытаний с мостовым краном грузоподъемностью 100 тонн с высотой подъёма крюка 105 метров, хранилище блоков ракет, монтажно-испытательный корпус космических аппаратов, такой же комплекс для пилотируемых космических кораблей. Общая площадь сооружений технического комплекса составляет 94,6 тыс. м².
- В марте 2019 года Роскосмос объявил, что не собирается строить на Восточном отдельный стартовый стол под «Иртыш». Предполагается лишь создание стенда для испытаний первой ступени РН «Иртыш», причём пока только в рамках инфраструктуры для ракет семейства «Ангара»[10].
- 28 января 2019 года под руководством исполнительного директора по обеспечению качества и надёжности «Роскосмоса» Александра Лопатина на космодром «Восточный» прибыла рекогносцировочная комиссия по привязке к местности объектов наземной космической инфраструктуры космического ракетного комплекса сверхтяжёлого класса, транспортно-энергетического модуля для перспективных космических программ и оценки возможности возобновления запусков ракет лёгкого класса типа «Старт-1». 5 групп специалистов из состава представителей предприятий ракетно-комической отрасли отработали предполагаемые места для строительства объектов наземной инфраструктуры и определились с наиболее рациональными местами с учётом мест расположения существующих объектов. Результаты работы комиссии будут использованы при разработке эскизных проектов и формировании Федеральной целевой программы «Создание космического ракетного комплекса сверхтяжёлого класса на 2020—2030 годы», формируемом «Роскосмосом» в соответствии с Указом Президента РФ[11].
- 29 января 2019 года на XLIII Королёвских чтениях по космонавтике «Роскосмос» обнародовал материалы, в которых сообщается, что стартовый комплекс для «Енисея» планируется построить в 22 километрах от города Циолковский, северо-западнее уже имеющегося стартового комплекса для ракет «Союз-2»[12].
- 6 сентября 2019 года после совещания В. Путина с руководством Роскосмоса непосредственно на космодроме глава госкорпорации Дмитрий Рогозин сообщил, что третья очередь космодрома может начать строиться раньше плана, поскольку, в случае удачных испытаний «Союза-5» в 2022 году на Байконуре, потребуется с точки зрения технологического резервирования создавать стартовый стол и на Восточном[13].
- 9 сентября 2019 года глава Роскосмоса Д. Рогозин сообщил СМИ, что стартовая площадка для ракет-носителей «Союз-5» и «Союз-6» может появиться на космодроме Восточный в 2025—2026 годах[14][15].
- 16 декабря 2019 года глава Роскосмоса Дмитрий Рогозин на пресс-конференции сообщил СМИ, что строительство стартового комплекса для ракеты сверхтяжелого класса может начаться в 2022 году, как раз когда будет достроен стартовый комплекс для тяжёлых ракет «Ангара»; сейчас уже развёрнуто проектирование комплекса, чтобы понять необходимое количество бетона и другие параметры[16]. Рабочие и техника непосредственно на космодроме будут задействовать с 2023 года, в разное время на стройке будут работать от 1,9 тыс. до 4,9 тыс. человек. Согласно данным презентации, монтажно-испытательный комплекс и склад блоков для сверхтяжёлой ракеты будут построены в 2027 году[17].
- 25 февраля 2020 года гендиректор ЦЭНКИ Андрей Охлопков сообщил СМИ, что для «Союза-5» и «Союза-6» будет построен отдельный стартовый стол для пусков, поскольку запуски этих носителей со стола для сверхтяжёлой ракеты были бы очень рискованными и намного дешевле и безопаснее создать рядом отдельную стартовую площадку[1].
- 11 января 2021 года глава Роскосмоса Дмитрий Рогозин в социальной сети сообщил, что возведение стартового стола для «Амура-СПГ» станет элементом третьей очереди строительства космодрома Восточный[18].
- В сентябре 2021 года глава Роскосмоса Дмитрий Рогозин сообщил, что третья очередь Восточного предназначена исключительно под «Амур-СПГ» и начнет возводиться сразу после завершения второй очереди[19].